# Pedographie
Pedographie oder Pedografie (auch Podographie, Pedobarographie; von lateinisch pes beziehungsweise altgriechisch πούς pous, beide „Fuß“, altgriechisch βαρύς barýs „schwer“ sowie -graphie) ist die digitale Darstellung der Druckbelastung des Fußes während des Stands oder beim Gehen in Form eines Podogramms. Sie ist eine Methodik der Ganganalyse. Fußdruckmess-Systeme ermöglichen die Erfassung und die digitale Darstellung der Druckbelastung während der Standphase. Durch die sofortige Ermittlung der Druckverteilung des jeweiligen Fußes sind die Daten direkt zur Diagnose und Dokumentation verfügbar.
Die Pedographie dient dem Orthopäden zur Diagnostik und dem Orthopädietechniker und Orthopädieschuhmacher zur Fertigung von orthopädischen Schuheinlagen.
Dynamische Analyseverfahren unterscheiden sich von Statischen dadurch, dass sie nicht nur die möglichen Fehlstellungen (Senkfuß, Plattfuß, Knickfuß, Spreizfuß, Hallux valgus, […]) in eine Therapieplanung miteinbeziehen, sondern auch beobachten, inwieweit die individuelle Ansteuerung der Muskulatur nicht doch zu einer Stabilisierung des Bewegungsablaufes führt (funktioneller Ansatz).
Die Methodik findet im  klinischen Bereich (Diagnoseinstrument zur Therapieplanerstellung für einen einzelnen Patienten) Anwendung, oder auch im Rahmen der medizinischen/biomechanischen Forschungstätigkeit.